# ان‌جی‌سی ۲۴۴
ان‌جی‌سی ۲۴۴ (انگلیسی: NGC 244) نام یک کهکشان عدسی در صورت فلکی نهنگ است.